# Добрынин, Николай Фёдорович
Николай Фёдорович Добрынин (1890—1981) — советский учёный-психолог, доктор психологических наук (1937), профессор (1935).
Автор более 100 опубликованных трудов, в том числе редактор ряда учебников и учебных пособий для педагогических вузов по общей, возрастной и педагогической психологии.

## Биография
Родился 4 мая (18 мая по новому стилю) 1890 года в Бобруйске Минской губернии в семье священника.
В 1908 году, окончив с золотой медалью гимназию, поступил на естественный факультет Императорского Московского университета, затем перешел на историко-филологический факультет, который окончил в 1915 году по специальности «психология». Трудовую деятельность начал в 1912 году, ещё будучи студентом, работая преподавателем русского языка на вечерних рабочих курсах.
В 1915 году Николай Добрынин был призван на военную службу в Русскую императорскую армию. После Февральской революции солдатским комитетом он был выбран на должность помощника командира батальона. В феврале 1918 года был избран членом исполкома районного Совета рабочих, крестьянских и солдатских депутатов и комиссаром по народному образованию Подушкинского и Коммунистического районов Московской области; в августе 1918 года участвовал в работе Первого съезда по народному образованию. В годы Гражданской войны в России, в 1919—1922 годах, служил в РККА.
После демобилизации поступил в аспирантуру при Научно-исследовательском институте психологии, которую окончил в 1925 году зашитой кандидатской диссертации на тему «Колебания внимания». Затем занимал должность доцента, а с 1935 по 1941 год — профессора психологии Московского государственного индустриально-педагогического института имени К. Либкнехта (закрыт в 1943 году). Одновременно работал доцентом на педагогическом факультете Второго МГУ (1922—1930) и научным сотрудником Института психологии (1925—1935).
В 1937 году Н. Ф. Добрынин защитил докторскую диссертацию на тему «Психология внимания. История и теория вопроса», став первым в стране доктором психологических наук. С 1941 года его научная и педагогическая деятельность связана с МГПИ имени В. И. Ленина (ныне Московский педагогический государственный университет), где он занимал должность профессора и заведующего кафедрой психологии (1941—1966), профессора (1966—1969) и профессора-консультанта (1969—1981). Под руководством Добрынина было защищено около 50 кандидатских диссертаций. Он входил в состав Ученой комиссии по психологии Министерства просвещения СССР, комиссии по педагогическим наукам при Правлении общества «Знание», совета Московского отделения Общества психологов СССР, ученого совета Института общей и педагогической психологии АПН СССР, редакционного совета журнала «Вопросы психологии».
Был награждён орденом Ленина, медалями «За доблестный труд в Великой Отечественной войне 1941—1945 гг.», «В память 800-летия Москвы» и К. Д. Ушинского, знаком «Отличник народного просвещения».
Умер 18 марта 1981 года в Москве.